# Baris (Schiff)
Die Baris ist ein unter der Flagge von Kiribati fahrendes Küstenmotorschiff, das Schlagzeilen machte, nachdem es Ende November 2014 mit mehreren hundert überwiegend syrischen Flüchtlingen vor Kreta trieb. Das Schiff wurde von einer griechischen Fregatte nach Ierapetra eingeschleppt.
Zusammen mit den später unter vergleichbaren Umständen eingeschleppten Flüchtlingsschiffen Sandy, Blue Sky M und Ezadeen führte der Fall der Baris zu einer umfangreichen Debatte über die Verwendung größerer Schiffe durch Schleuser und die Flüchtlingspolitik im Mittelmeer.

## Geschichte

### Das Schiff
Das Küstenmotorschiff wurde 1986/87 als Sae Bang Sun von der Werft Kwang Yang Shipbuilding & Engineering in Gunsan gebaut. 1994 wurde das Schiff in Sunho Noble umbenannt und 2004 an die Gesellschaft Barco Shipping veräußert und in Barco umgetauft. Im Jahr 2010 erwarb die Bay Shipping & Trading Corporation in Panama das Schiff und taufte es in Baris um. 2013 wurde das Schiff ohne Umbenennung und bei gleichem Management auf die Mediterranean Logistics Corporation übertragen. Der Einsatz erfolgte seit 2010 durch die Reederei ACT Deniz Tasimaciligi Sanayi in Istanbul.

### Als Flüchtlingsschiff
Ende November 2014 trieb die Baris mit rund 700 Flüchtlingen an Bord mit Maschinenschaden im Schlechtwetter in internationalen Gewässern vor der Küste Kretas. Das Schiff wurde mit einer Fregatte in den Hafen von Ierapetra im Süden Kretas geschleppt, wo die Flüchtlinge versorgt wurden.

## Technische Daten
Der Antrieb des Schiffes erfolgt durch einen Dieselmotor des Herstellers Hanshin (Typ 6LUN 28 G) mit einer Leistung von 1300 PS. 
Für die Stromerzeugung an Bord stehen insgesamt drei Generatorsätze zur Verfügung, zwei Dieselmotoren von Daewoo (Typ MGG) mit 106 kW Leistung, die zwei Generatoren von Leachun (Typ TGS-C) mit 83 kVA Scheinleistung antreiben, sowie als Notaggregat ein Dieselmotor von Deutz (Typ TD 2268-4) mit 60 kW Leistung, der einen Generator von Emsa (Typ EM) mit 56 kVA Scheinleistung antreibt.